# Give Me Just a Little More Time
A Give Me Just a Little More Time című dal az ausztrál énekes-dalszerző Kylie Minogue feldolgozása 4. Let’s Get to It című stúdióalbumáról, és a 3. kimásolt kislemez is. Minogue változata az Accurist órák akkori reklámjában szerepelt. A dal eredetije a Chairmen of the Board nevű csapata 1970-ben megjelent dalának átirata. A dal az Egyesült Királyság kislemezlistáján a 2. helyezést érte el, melyhez a kislemez B oldalán található "Do You Dare" című techno-orientált dal is hozzájárult. A kislemezből 325.000 példányt adtak el.
A "Give Me Just a Little More Time" később felkerült Minogue 1992-es Greatest Hits című válogatásalbumára. Ezenkívül az egyetlen dal a "Let's Get to It" című albumról, mely szerepel az Ultimate Kylie és a Step Back in Time: The Definitive Collection című válogatás standard változatán is. A "Give Me Just a Little More Time" című dalt a megjelenés idején különféle televíziós műsorokban adták elő, de a Let’s Get to It Tour turnén nem szerepelt. A dal első előadása a 2012-es Anti Tour részeként került előadásra. A "Do You Dare?" című dal felkerült Minogue Greatest Remixeit tartalmazó korongra is, valamint a "Showgirl: The Greatest Hits turnén, a Homecoming Tour, és For You koncertturnén az "Everything Taboo" részeként került előadásra. 
Pete Waterman az alábbiakat mondta a dalról: 
"Lefeküldtem aludni, és azokra a lemezekre gondoltam, amelyek fontosak voltak az életemben [...]. Végig gondoltam, melyik dalt nem csináltam még meg soha, és melyik lenne az amelyiket ha tehetném megcsinálnám. Az egyik kedvenc dalom a Chairman of the Board együttes "Give Me Just a Little More Time" című dala volt. Lerohantam a lemezkiadóhoz, hogy megkeressem a dalt, majd másnap reggel megmutattuk Minogue-nak".

## Kritikák
Betty Page az NME-től az alábbiakat írta: "Valóban nagyon jól eltalálták a  Chairmen of the Board klasszikusánka feldolgozását a "Give Me Just a Little More Time" című dalt, melyből ráadásul egy ballada is készült akusztikus gitárral segítségül. 2023-ban Robert Moran a The Sydney Morning Herald bulvárlap munkatársa a dalt Minogue 166. legjobb dala közé sorolta a 183-ból, mondván: "Senkinek sem kell ez a dal".

## Formátumok és számlista
Ezek a „Give Me Just a Little More Time” nagyobb kislemez-kiadásainak formátumai és számlistái.
- UK CD single (PWCD212)

1. "Give Me Just a Little More Time" — 3:07
2. "Give Me Just a Little More Time" (Extended Version) — 4:33
3. "Do You Dare?" (NRG Mix) — 7:04
4. "Do You Dare?" (New Rave Mix) — 6:40

- UK 7" kislemez (PWL212)

1. "Give Me Just a Little More Time" — 3:07
2. "Do You Dare?" (NRG Edit) — 3:17

- UK 12" bakelit (PWLT212)

1. "Give Me Just a Little More Time" (Extended Version) — 4:33
2. "Do You Dare?" (NRG Mix) — 7:04
3. "Do You Dare?" (New Rave Mix) — 6:40

- 2009 UK iTunes bundle & 2018 digital EP

1. "Give Me Just a Little More Time" — 3:07
2. "Give Me Just a Little More Time" (Extended Version) — 4:33
3. "Give Me Just a Little More Time" (Instrumental) — 3:05
4. "Give Me Just a Little More Time" (Backing Track) — 3:06
5. "Do You Dare?" (NRG Mix) — 7:04
6. "Do You Dare?" (New Rave Mix) — 6:40
7. "Do You Dare?" (Italia 12" Mix) — 5:22
8. "Do You Dare?" (NRG Edit) — 3:17
9. "Do You Dare?" (New Rave Instrumental) — 6:38

## Élő előadások
Minogue az alábbi koncertturnékon adta elő a dalt: 
- Showgirl: The Greatest Hits Tour ("Brrr" részlet a "Smiley Kylie Medley" alatt.)
- Showgirl: The Homecoming Tour ("Brrr" részlet az "Everything Taboo Medley" alatt.)
- For You, For Me Tour ("Brrr" részlet az "Everything Taboo" Medley" alatt.)
- Anti Tour (Előadta Londonban.)

## Egyéb feldolgozások
1982-ben Angela Clemmons amerikai R&B énekesnő újradolgozta a dalt, és a Billboard Dance/Disco Top 80 Singles listáján a 4. helyezést érte el.

## Slágerlista
| Slágerlista (1992)                    | Legjobb helyezések |
| ------------------------------------- | ------------------ |
| Ausztrália (ARIA)                     | 24                 |
| Belgium (Ultratop 50 Flanders)        | 13                 |
| Europe (Eurochart Hot 100)            | 9                  |
| Németország (Media Control Charts)    | 51                 |
| Írország (IRMA)                       | 6                  |
| Netherlands (Dutch Top 40 Tipparade)  | 12                 |
| Hollandia (Single Top 100)            | 60                 |
| Egyesült Királyság (UK Singles Chart) | 2                  |

| Slágerlista (1992)          | Helyezés |
| --------------------------- | -------- |
| Belgium (Ultratop Flanders) | 92       |
| UK Singles (OCC)            | 50       |